# Haddadus binotatus
Haddadus binotatus е вид жаба от семейство Craugastoridae. Видът не е застрашен от изчезване.

## Разпространение
Разпространен е в Бразилия (Баия, Еспирито Санто, Минас Жерайс, Парана, Рио де Жанейро, Санта Катарина и Сао Пауло).

## Описание
Популацията на вида е стабилна.